# Albert van Overbeke
Albert van Overbeke (Oostrozebeke, 20 november 1915 - 16 juni 1987) was een rooms-katholieke geestelijke van Belgische afkomst. Van Overbeke was tot zijn dood in 1987 bisschop van Bayombong in de Filipijnen.
Van Overbeke werd op 4 augustus 1940 gewijd tot priester van de Congregatie van het Onbevlekt Hart van Maria (Scheutisten). Van 1954 tot 1962 was hij rector van het Saint Louis College in Baguio in de Filipijnen, dat door de Scheutisten was opgericht. In 1966 werd Van Overbeke benoemd tot prelaat van de nieuw opgerichte Prelatuur van Bayombong. In 1969 kort voor zijn installatie als prelaat volgde bovendien een benoeming tot titulair bisschop van Caliabria. Toen Bayombong op 15 november 1982 tot bisdom werd verheven door paus Johannes Paulus II werd Van Overbeke gelijktijdig tot haar bisschop benoemd. Van Overbeke nam in 1986 ontslag en stierf een klein jaar later op 71-jarige leeftijd. Hij werd als bisschop opgevolgd door bisschop-coadjutor Ramon Villena.